# Jeppe Foldager
Jeppe Foldager Andresen (født 1. januar 1986 i Hirtshals) er en dansk kok. I 2013 vandt han sølvmedalje ved Bocuse d'Or. Han var souschef på restauranten Søllerød Kro hvor han blev ansat i 2007. Han arbejder nu som køkkenchef på Dragsholm Slot.
Han er udlært på restaurant Rosdahls i Aalborg. I 2007 var han hofkok på Kongeskibet Dannebrog.